# Pressão alveolar
Pressão alveolar é a pressão do ar dentro dos alvéolos pulmonares. Quando a glote se encontra aberta e não há ar a entrar ou sair dos pulmões, a pressão alveolar é de zero cmH2O.